# Swatting

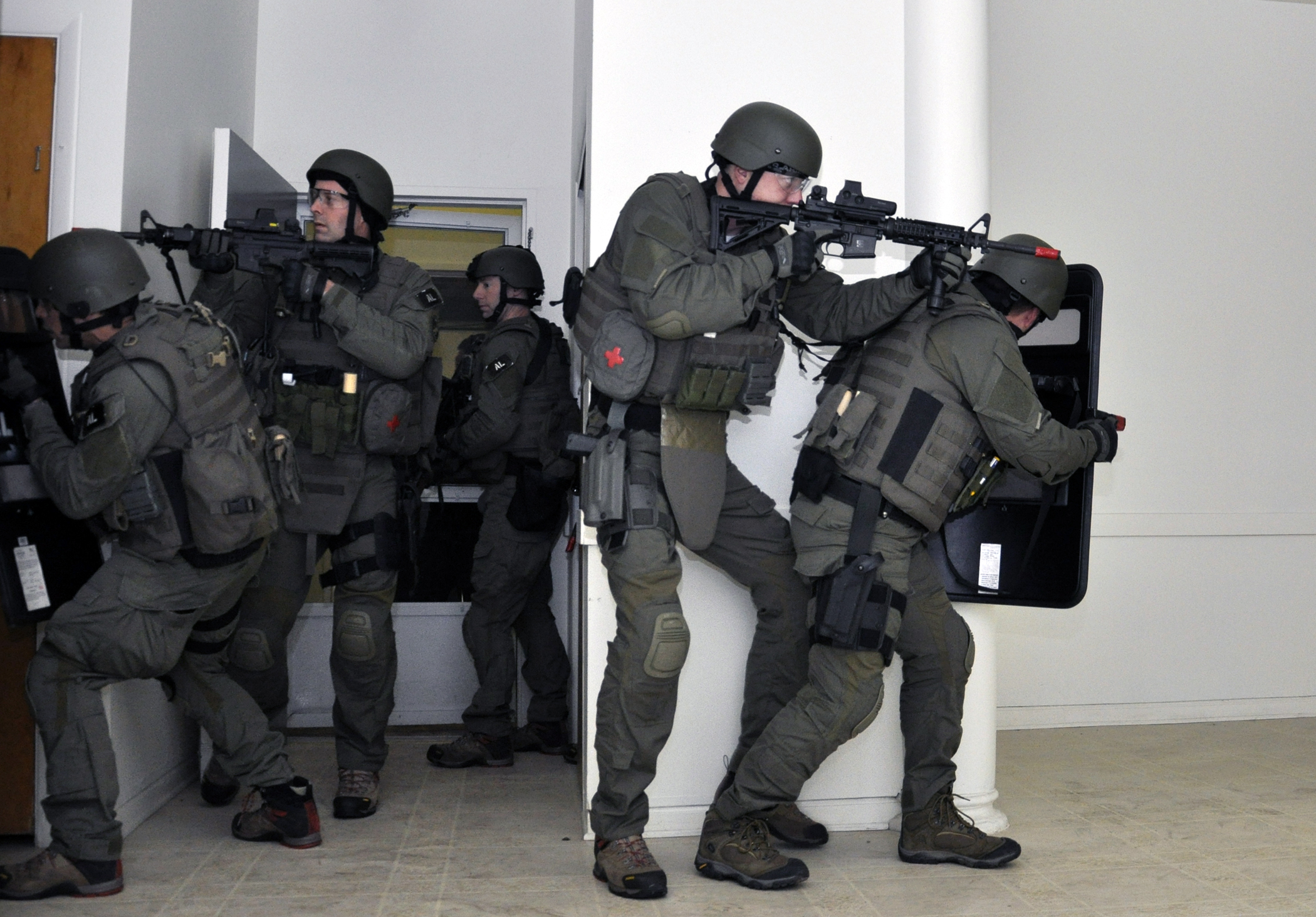
Un team SWAT dell'FBI durante un'esercitazione. Negli Stati Uniti anche le forze di polizia locali sono in grado di disporre di equipaggiamento militare.

Lo swatting è l'atto di raggirare i servizi di emergenza (anche simulando di essere un operatore di un altro servizio di emergenza) per inviare unità di emergenza in un luogo preciso basandosi sulla falsa segnalazione di un incidente critico in corso.

## Etimologia
Il termine deriva dal termine inglese SWAT (Special Weapons and Tactics), un'unità di polizia statunitense altamente militarizzata che è addestrata all'uso di equipaggiamento speciale come arieti e armi da fuoco più potenti di quelle convenzionali.
Lo swatting è spesso collegato a campagne di molestie online, con episodi che vanno all'invio di piccole squadre ad interi plotoni, dall'invio di squadre di artificieri, unità SWAT e altre unità di polizia con conseguente evacuazione di scuole o edifici commerciali, sino al singolo rapporto di polizia falsificato per screditare un individuo, creato per fare uno scherzo o per vendetta personale.
L'atto di swatting (collegato all'azione di doxing, ovvero l'acquisizione dell'indirizzo di domicilio e dati personali di un individuo) è stato descritto come un atto di terrorismo, a causa dei disagi e dello spreco di tempo causati dall'impiego inutile dei servizi di emergenza, che può distogliere l'attenzione da vere emergenze in corso, e causare danni fisici e psicologici ai bersagli dello swatting. Inoltre, il dispiegamento di una singola squadra pesantemente armata costa migliaia di dollari, quindi il fenomeno è dispendioso anche in termini economici.
Negli Stati Uniti il procurare falsi allarmi ai servizi di emergenza è un reato punibile con la reclusione, ed è considerato reato anche in altri Stati.

## Origine
Lo swatting ha le sue origini negli scherzi telefonici compiuti ai danni dei servizi di emergenza. L'incremento delle sofisticazioni delle tecniche impiegate e degli obiettivi scelti, in particolar modo i tentativi sempre più numerosi di inviare direttamente unità di un certo tipo, specialmente le SWAT, in particolari luoghi, ha dato origine al termine "swatting". Il termine fu probabilmente coniato dall'FBI dal 2008.

## Tecniche
Le tecniche usate sono diverse, e possono essere semplici o molto complesse. Si passa dal falsificare il segnale di chiamata in entrata, per simulare la chiamata da un servizio di emergenza, all'ingegneria sociale, al phreaking, ai semplici scherzi telefonici, e a volte combinati fra loro. Ci sono casi di centralini telefonici del 911 (il servizio di emergenza unico statunitense) con apparecchiature telefoniche e operatori umani che sono stati indistintamente ingannati da chiamate effettuate da città lontane centinaia di miglia dalla sede del centralino, o addirittura da altri Stati. Chi chiama spesso usa un numero falso collegabile ad un servizio di emergenza per ingannare le autorità e convincerle a dispiegare una squadra speciale per un'emergenza che non esiste.

## Aspetti legali
Dal punto di vista legale, le legislazioni di molti Stati si sono adattate per affrontare lo swatting come crimine a sé stante. Le seguenti sono le legislazioni statunitensi e canadesi, paesi dove il fenomeno è più diffuso che in altri.
- Stati Uniti – Lo swatting è perseguibile dal codice penale federale, ed include i seguenti reati:
  - "Associazione a delinquere per vendetta nei confronti di un testimone, di una vittima o di un informatore ".
  - "Associazione a delinquere messa in atto accedendo in maniera fraudolenta a dispositivi elettronici o entrando senza autorizzazione in computer protetti".
  - Ogni complice può essere dichiarato colpevole di "aver cospirato per ostacolare la giustizia".
  - Nello Stato della California, chi è giudicato colpevole di swatting deve assumersi il "costo integrale" delle spese di risposta all'emergenza, che possono arrivare anche a 10,000 $.

In Canada include:
- Chiunque invii minacce di morte.
- Chi trasmette informazioni false con l'intento di provocare il panico o generare un allarme pubblico.
- Danni a proprietà

## Casi noti
Nel 2009 Matthew Weigman, un ragazzo cieco noto phreaker, fu giudicato colpevole di associazione a delinquere con l'aggravante di "coinvolgimento in attività di swatting" e del tentativo di ritorsione nei confronti di un testimone. Fu condannato ad 11 anni di carcere in una prigione federale.
Nel 2011 il senatore della California Ted Lieu fu vittima di un episodio di swatting.

Nel 2012 la CNN intervistò il commentatore politico Erick Erickson, per discutere di un incidente di swatting in cui era stato coinvolto. Una persona aveva chiamato il 911 dando l'indirizzo di casa di Erickson e affermando:
(Chiamata in entrata al 911)
L'incidente spinse il Rappresentante del 24º distretto congressuale della Florida, Sandy Adam, a fare pressioni sul Dipartimento di Giustizia affinché indagassero. 
Nel 2013 un cospicuo numero di celebrità statunitensi divenne vittima di swatting, incluso il rapper Puff Diddy. In passato vi erano stati molti altri incidenti di swatting alle case di celebrità, come Ashton Kutcher, Tom Cruise, Chris Brown, Miley Cyrus, Taylor Swift, Iggy Azalea, Jason Derulo, Snoop Dogg, Justin Bieber e Clint Eastwood, e gruppi musicali quali Linkin Park, Creed, Metallica, Nirvana e Maroon 5.
Nel maggio 2014 un sedicenne di Ottawa, in Canada, fu arrestato per aver effettuato trenta chiamate di emergenza false in tutto il Nord America, portandolo a ricevere sessanta capi di accusa, fra cui "minacce di morte, diffusione di informazioni false con l'intento di provocare il panico, reati contro l'ordine pubblico e danni alla proprietà".
Il 27 agosto 2014 lo YouTuber Jordan Mathewson, conosciuto con il nickname di Kootra, stava trasmettendo in streaming un gameplay di Counter-Strike: Global Offensive. Uno spettatore chiamò il 911 segnalando che nell'edificio vi fosse una sparatoria con ostaggi: una squadra SWAT fece quindi incursione negli uffici della "The Creatures LLC", la società di gaming dove Mathewson stava operando. L'uomo fu gettato a terra e perquisito mentre altri agenti ispezionavano la stanza: l'intero accaduto fu trasmesso in diretta su internet, fino a quando le forze di sicurezza non spensero la telecamera sulla scrivania dello youtuber. Il video dell'operazione divenne virale, guadagnando oltre quattro milioni di visualizzazioni su YouTube, fino ad essere riportato sulle maggiori emittenti televisive del mondo.
Il 30 dicembre 2017 il ventottenne Andrew Thomas Finch fu ucciso per errore dalle squadre armate durante un caso di swatting. Le squadre furono chiamate e inviate a casa di Finch dal venticinquenne Tyler Barriss, contro cui Finch stava giocando una partita a Call of Duty.
Il 12 agosto 2019 il sedicenne streamer Kyle 'Bugha' Giersdorf (vincitore del Campionato mondiale di Fortnite a New York) ha subito un'incursione dalla SWAT, avvenuta mentre stava trasmettendo in streaming un gameplay di Fortnite, con più di 38000 spettatori.